# Epidendrum tachirense
Epidendrum tachirense är en orkidéart som beskrevs av Ernesto Foldats. Epidendrum tachirense ingår i släktet Epidendrum och familjen orkidéer. Inga underarter finns listade i Catalogue of Life.